# Frumarco
Frumarco is een in Beesel gevestigd familiebedrijf dat fruitstroop produceert. Het bedrijf maakt onder meer rinse appelstroop, appel-perenstroop en Maestrichter fruitstroop van de merken Frutesse, Timson, Sicof, Canisius en Henquet. De geschiedenis van het bedrijf gaat terug tot 1852.
Frumarco is de enige stroopfabrikant in Nederland en heeft in 2009 ca 10.000.000 consumentenproducten verkocht. Verdere fruitstroopfabrieken vindt men in het naburige België, zoals in Borgloon.

## Geschiedenis
Frumarco is ontstaan uit twee familiebedrijven: Sicof uit Beek en Timson uit Beesel. Het bedrijf Sicof is opgericht door de familie Visschers en stamt uit 1852. Eén generatie later, in 1870, werd in Beesel door Jan Timmermans de stroopstokerij Timson gesticht. Beide families bestonden uit fruittelers die het fruit dat ze niet direct konden consumeren zijn gaan conserveren door het te verwerken tot stroop. Zeker in het begin was het stroopstoken een nevenactiviteit naast de fruitteelt en het drogen van fruit zoals dat eigenlijk het geval was bij veel boerenbedrijven van die tijd. Met het verstrijken van de jaren is de stroopstokerij van zowel Sicof en Timson gemoderniseerd en uitgebreid waardoor uiteindelijk het stroopstoken is overgebleven als enige activiteit.
In 1986 heeft Sicof de activiteiten en de klanten van de Eijsdense stroopfabriek Guillaume Henquet overgenomen. Hierdoor verkreeg men toegang tot de Belgische markt. In 1993 fuseerden Sicof en Timson en de resulterende onderneming kreeg de naam Frumarco BV, dat staat voor FRUit en MARketing Coöperatie. Aanvankelijk bleven beide vestigingen bestaan, maar in 2003 werden de bedrijfsactiviteiten geconcentreerd te Beesel, waar in 2010 inmiddels de 7e generatie van de familie Visschers de leiding geeft.
In november 2020 werd de enige andere nog bestaande Nederlandse fruitstroopfabriek Stroopfabriek Canisius Henssen BV te Schinnen overgenomen door Frumarco.

## Merken
De familiebedrijven waaruit Frumarco ontstaan is maakten allemaal hun eigen merk stroop. Sicof maakte Sicof stroop, Timson maakte Timson stroop en Guillaume Henquet maakte Henquet stroop. Al deze merken maakt Frumarco nog steeds. Daarnaast heeft Frumarco in 1993 het merk Frutesse opgericht. Frutesse is een A-merk stroop dat voornamelijk bestaat uit fruit, daar waar de traditionele rinse appelstropen voor ca 75% uit suikerbieten bestaan (en voor de rest uit appels).

## Externe bron
- Serge Langeweg, Stroopstoken in Limburg, van ambacht tot fabriek, WIAM-deelrapport (Werkgroep Industriële Archeologie Maastricht)